# Gali phosphide
Gali phosphua hay phosphua gali GaP là hợp chất phosphua của gali, là một vật liệu bán dẫn hỗn hợp có khoảng khe băng gián tiếp là 2,24 eV ở nhiệt độ phòng. Vật liệu đa tinh thể không tinh khiết có sự xuất hiện của các mảnh màu cam nhạt hoặc xám. Các tinh thể đơn không pha tạp có màu cam, nhưng các tấm pha tạp mạnh mẽ có vẻ tối hơn do sự hấp thụ phần tử mang tự do. GaP không mùi và không hòa tan trong nước.
GaP có độ cứng siêu vi 9450 N/mm², nhiệt độ Debye là 446 K (173 °C) và hệ số giãn nở nhiệt 5.3 ×10-6 K−1 ở nhiệt độ phòng.
Lưu huỳnh, silic hoặc Tellur được sử dụng làm chất pha tạp để tạo ra chất bán dẫn loại n, còn kẽm được sử dụng làm  pha tạp tạo ra chất bán dẫn loại p.
Gali phosphua còn ứng dụng trong các hệ thống quang học.
Hằng số điện môi tĩnh của nó là 11,1 ở nhiệt độ phòng. Chỉ số khúc xạ của nó thay đổi trong khoảng ~ 3.2 đến 5.0 trên phạm vi ánh sáng nhìn thấy, và là cao hơn so với hầu hết các vật liệu bán dẫn khác.

## Điốt phát sáng
Gali phosphua được dùng trong sản xuất điốt phát sáng (LED) giá rẻ cho các màu đỏ, cam và xanh lục với độ sáng thấp đến trung bình kể từ những năm 1960. GaP được sử dụng độc lập hoặc cùng với gali arsenua phosphua GaAs1−xPx.
Tuổi thọ của LED rất nhạy cảm với nhiệt độ, và giảm nhanh theo cường độ dòng điện cao trên định mức.
Đèn LED GaP tinh khiết phát ra ánh sáng màu lục ở bước sóng 555 nm. GaP pha tạp nitơ phát ra ánh sáng màu vàng lục (565 nm), GaP pha tạp oxide kẽm phát ra màu đỏ (700 nm).
GaP trong suốt đối với ánh sáng vàng và đỏ, do đó đèn LED GaAsP-on-GaP hiệu quả hơn so với GaAsP-on-GaAs.
Ở nhiệt độ trên ~900 °C, gali phosphua phân tách và phosphor thoát ra dưới dạng khí. Trong quá trình tăng trưởng tinh thể từ nhiệt độ nóng chảy 1500 °C (đối với các tấm LED), điều này phải được ngăn chặn bằng cách giữ phosphor bằng một lớp Oxide bo (B2O3) nóng chảy trong áp suất khí trơ cỡ 10 - 100 atm. Quá trình này được gọi là bọc Czochralski (LEC) đóng gói chất lỏng, một công đoạn của quy trình Czochralski được sử dụng cho các tấm silicon.

## Sách tham khảo
Haynes, William M., biên tập (2016). CRC Handbook of Chemistry and Physics (ấn bản thứ 97). CRC Press. ISBN 9781498754293.